# Helictotrichon hissaricum
Helictotrichon hissaricum là một loài thực vật có hoa trong họ Hòa thảo. Loài này được (Roshev.) Henrard mô tả khoa học đầu tiên năm 1940.